# Aleksandr Solanikow
Aleksandr Aleksandrowicz Solanikow (ros. Александр Александрович Соляников, ur. 29 września 1982 w Czelabińsku) − rosyjski amatorski bokser wagi lekkopółśredniej (do 64 kg), trzykrotny mistrz Rosji, brązowy medalista mistrzostw Europy (2010). 

## Sportowa kariera
Boks zaczął trenować w 1995 roku. W 2001 roku otrzymał tytuł mistrza sportu Rosji, a w 2004 roku mistrza sportu Rosji klasy międzynarodowej. W 2005 roku na mistrzostwach Rosji w Magnitogorsku zdobył brązowy medal. W latach 2009–2011 zdobywał mistrzostwo kraju. Podczas rozgrywanych w 2010 roku w Moskwie mistrzostw Europy zajął trzecie miejsce.